# Belcastel-et-Buc
Belcastel-et-Buc è un comune francese di 73 abitanti situato nel dipartimento dell'Aude nella regione dell'Occitania.

## Società

### Evoluzione demografica
Abitanti censiti